# Język siksika
Język siksika (język Czarnych Stóp, nazwa własna: Siksiká, ang. Blackfoot) – język z rodziny algonkiańskiej, używany przez ok. 5000 rdzennych mieszkańców (z plemienia Czarnych Stóp) stanu Montana w USA i prowincji Alberta w Kanadzie.
Podobnie jak inne języki algonkiańskie, siksika jest językiem polisyntetycznym.
Może być zapisywany alfabetem łacińskim lub specjalną odmianą sylabariusza kanadyjskiego.